# Св. св. Кирил и Методий (Роженски манастир)
„Св. св. Кирил и Методий“ е православна църква в България, част от комплекса на Роженския манастир, подчинен на Неврокопската епархия на Българската православна църква.

## История
Храмът е построен в 1912 – 1914 година на 200 m северозападно от манастира, за да обслужва българите екзархисти, недопускани в контролирания от Вселенската патриаршия Роженски манастир. Инициатор на строежа е войводата на ВМОРО Яне Сандански. Над южната врата има мраморна плоча с надпис: 
| „ | Този храмъ се построи въ честь и памятъ на св. Кирил и Методий[.] По инициативата и съдѣй[с]твието на гражданина Яни Сандански. Започната на 5 маий 1912 година и свършена на октомврий 1914 год. | “ |

В строежа и изрисуването на църквата участва петричкият иконописец Иван Константинов. В храма се съхраняват икони от 1858 година, дело на иконописеца Яков Николау от Мелник.
На 5 m зад олтарната апсида в 1915 година е погребан и убитият Яне Сандански.